# 55 кроків
«55 кроків» (англ. 55 Steps) — біографічна драма 2017 року спільного виробництва Німеччини та Бельгії з Геленою Бонем Картер, Гіларі Свонк і Джефрі Тембором у головних ролях.

## Сюжет
Пацієнтці Елеонор Ріс проти її волі вводять ліки після яких її починає трясти. Вона звертається по допомогу до юриста Колетт Г'юз. Щоб захистити права пацієнтів і подати позов на лікарів, Елеонор залишається в лікарні на певний період. Колетт звертається до професора Коена, він погоджується допомогти Г'юз, але попереджає, що це дуже складна справа.
Колетт у вигляді пацієнтки проникає в лікарню. Елеонор вимагає від адвоката допомогти її подрузі Карен, а потім почати займатися її справою. Г'юз витрачає час, щоб виконати прохання.
Морт — стає старшим юристом у справі. В двох вони швидко готують відповідь юрисконсульту лікарні. Після судового засідання вирок виносять на користь медичного закладу. Вони подають апеляцію. Суд вищої інстанції визнав неправомірність дій лікарів. Однак медичний заклад подав клопотання про перегляд справи. Тепер Г'юз необхідно заручитися підтримкою експертів у галузі медицини. Колеги не хотіли йти проти своїх, але їм вдається отримати свідчення кількох медиків. Остаточний вирок суду був на користь позивача.

## У ролях
| Актор               | Роль          |
| ------------------- | ------------- |
| Гелена Бонем Картер | Елеонор Ріс   |
| Гіларі Свонк        | Колетт Г'юз   |
| Джефрі Тембор       | Морт Коен     |
| Тім Плестер         | Роббі         |
| Майкл Калкін        | суддя Фареллі |
| Джонатан Керріган   | лікар Барді   |

## Створення фільму

### Виробництво
Зйомки фільму проходили в Німеччині та США.

### Знімальна група
- Кінорежисер — Білле Аугуст
- Сценарист — Марк Брюс Росін
- Кінопродюсери — Леслі Брюс-Нірі, Аніта Елсані, Сара Рішер, Марк Брюс Росін, Лорі Ширінг
- Композитор — Аннетт Фокс
- Кінооператор — Філіп Цумбрунн
- Кіномонтаж — Гансйорг Вайссбріх
- Художник-постановник — Мерійн Сеп
- Художник-декоратор — Наталія Тревіно
- Художник-костюмер — Шарлотт Віллемс
- Підбір акторів — Емрах Ертем, Рег Поерскаут-Едгертон[2]

## Сприйняття
Фільм отримав змішані відгуки. На сайті Rotten Tomatoes оцінка стрічки становить 50 % на основі 6 відгуків від кінокритиків (середня оцінка 7,1/10). Фільму зарахований «гнилий помідор» від кінокритиків, Internet Movie Database — 6,3/10 (574 голоси).